# Гиталова, Валентина Егоровна
Валентина Егоровна Гиталова (род. 27 июня 1947 год, село Упорой, Дмитровский район, Орловская область) — прядильщица Орехово-Зуевского хлопчатобумажного комбината имени К. И. Николаевой Министерства текстильной промышленности РСФСР, Московская область. Герой Социалистического Труда (1984). Депутат Верховного Совета РСФСР 9-го созыва. Лауреат премии имени Ленинского комсомола.

## Биография
Родилась в 1947 году в крестьянской семье в селе Упорой Орловской области. Осиротела в раннем возрасте, до семилетнего возраста воспитывалась родственниками и позднее — в детском доме в Болхове Орловской области, в котором окончила 8 классов. 9-й класс окончила в интернате. С 1963 года — прядильщица Орехово-Зуевского хлопчато-бумажного комбината. Заочно окончила техникум и позднее — текстильный институт.
В 1968 году вышла замуж за Геннадия Локтева. После его смерти вышла вторично замуж в 1982 году за Виктора Гиталова.
За инициативу в развитии соревнования за увеличение производства и улучшение качества товаров народного потребления на основе расширения зон обслуживания, обеспечения режима экономии была в составе коллектива удостоена Государственной премии СССР за выдающиеся достижения в труде 1977 года.
Досрочно выполнила личные социалистические обязательства и производственные задания Одиннадцатой пятилетки (1981—1985) . Указом Президиума Верховного Совета СССР от 16 ноября 1984 года «за досрочное выполнение заданий одиннадцатой пятилетки, выдающиеся достижения в повышении производительности труда и проявленный трудовой героизм» удостоена звания Героя Социалистического Труда с вручением ордена Ленина и золотой медали «Серп и Молот».
Избиралась депутатом Верховного Совета РСФСР 9-го созыва (1975—1980), Московского областного и Орехово-Зуевского городского Советов народных депутатов, делегатом XXVI и XXVII съездов КПСС.
После выхода на пенсию в 1994 году вместе с супругом Виктором Гиталовым переехала на его родину в Тихорецк.
Награды
- Герой Социалистического Труда
- Орден Ленина — дважды (30.04.1980; 16.11.1984)
- Орден Трудового Красного Знамени (20.02.1974)